# Cornelis van Steenis
Cornelis Gijsbert Gerrit Jan van Steenis (Utrecht, 31 de outubro de 1901 — 14 de maio de 1986) foi um botânico e explorador holandês que se notabilizou no estudo da flora e vegetação do Sueste Asiático, com destaque para a Península Malaia.

## Biografia
Entre 1915 e 1920 graduou-se em Biologia na sua cidade natal e em 1925 obteve o seu doutoramento na Universidade de Utrecht. De 1927 a 1946 trabalhou em Java, no herbário do Jardim Botânico de Buitenzorg (ao tempo Lands Plantentuin te Buitenzorg, hoje Kebun Raya Bogor).
Entre 1935 e 1942 foi co-editor da revista De Tropische Natuur, periódico publicado sob a égide da Nederlandsch-Indische Natuurhistorische Vereeniging (Sociedade de História Natural das Índias Neerlandesas). De 1946 a 1949 trabalhou nos Países Baixos na organização da obra monográfica Flora Malesiana, uma descrição da flora da região biogeográfica malaia (Indonésia, Malásia, Filipinas, Nova Guiné, Singapura e Brunei).
Entre Dezembro de 1949 e Novembro de 1950 regressou a Bogor (ex-Buitenzorg), regressando nesse ano aos Países Baixos, sendo então nomeado director da Fundação Flora Malesiana, cargo que manteve até ao seu falecimento em 1986.
Em 1951 foi designado Professor de Botânica Tropical e Fitogeografia do Real Instituto Tropical de Amsterdam (Koninklijk Instituut voor de Tropen). A partir de 1953 foi também professor das mesmas áreas científicas na Universidade de Leiden (Rijksuniversiteit Leiden). De 1962 a 1972 foi professor director do Rijksherbarium (Herbário Nacional) dos Países Baixos, sucedendo no cargo a Herman J. Lam. Quando faleceu foi sucedido por Kees Kalkman.
Publicou numerosos artigos científicos sobre a flora de uma ampla região do Suete Asiático, com destaque para a Malásia, versando aspectos taxonómicos e fitogeográficos. Para além das suas expedições de exploração botânica na Malásia, explorou partes da Austrália e da Nova Zelândia. A 5 de Junho de 1950 foi eleito membro correspondiente da Academia Real das Artes e Ciências dos Países Baixos (Koninklijke Nederlandse Akademie van Wetenschappen).
O Pavilhão van Steenis (Van Steenisgebouw) da Universidade de Leiden, com a respectiva aula magna, o género botânico Steenisia e o topónimo Cornelis van Steenishof, em Oegstgeest, foram denominados em sua honra.